# Rückershäuser Markt
Der Rückershäuser Markt im Marktflecken Rückershausen ist ein Jahrmarkt und das bedeutendste historische Volksfest im mittleren Aartal in Hessen.
Er findet traditionell jährlich am letzten Dienstag im Oktober statt.

## Geschichte und Bedeutung
Der Rückershäuser Markt hat eine fast 500-jährige Tradition. Er geht auf Kaiser Karl V. zurück, der dem Grafen Philipp III. von Nassau-Idstein 1532 das Recht zugestand, in Rückershausen einen Jahrmarkt abzuhalten. Bis ins 20. Jahrhundert hinein hatte der Rückershäuser Markt eine wichtige Bedeutung zur Versorgung der ländlichen Bevölkerung in der Umgebung und auch als Treffpunkt und Heiratsmarkt. Damals wie heute machten Schausteller und fahrende Händler an diesem Tag in Rückershausen Station. Das Einzugsgebiet des Rückershäuser Marktes überschneidet sich mit denen des Hahnstätter Markts in Hahnstätten und des Bartholomäusmarkts in Katzenelnbogen.

## Gegenwart
Traditionell fand der Rückershäuser Markt früher nur montags und dienstags statt. Seit den 2010er Jahren beginnt er mit einem Tanzabend am Samstag vor dem letzten Dienstag im Oktober. Dienstags finden außerdem der Krammarkt und ein Festumzug mit Motto statt. Der Markt wird durch einen Marktausschuss organisiert. Dieser wird traditionell unterstützt durch die Dorfjugend in Form der Marktgesellschaft.

## Feierlichkeiten zum Rückershäuser Markt in anderen Dörfern
Die bis in die 2010er Jahre stattfindende Häuser Kerb im Nachbardorf Hausen über Aar geht ebenso auf den Rückershäuser Markt zurück, der im Umland von Rückershausen ein wichtiger Festtag und Termin im Jahreslauf war.

## Trivia
- Im Aartal und auf dem südöstlichen Einrich ist in der lokalen Mundart die folgende Redensart gebräuchlich, die den Rückershäuser Markt zum Thema hat: Wenns rient unn schneid, is de Riggerschhäuser Maat nid weit (Wenn es regnet und schneit, ist der Rückershäuser Markt nicht weit). Der Spruch wird nach Art einer Singularität immer dann zitiert, wenn das Wetter zwischen Voll- und Spätherbst merklich kühler und feuchter wird. Aufgrund der Erwähnung von relativ frühem Schneefall hat er möglicherweise seinen Ursprung während der Kleinen Eiszeit.

- Seit 2002 trägt Rückershausen wegen des Rückershäuser Marktes offiziell den Zusatz „Marktflecken“[4]